# Aigas bonas
Aigas Bonas (en francès Eaux-Bonnes) és un municipi francès del department dels Pirineus Atlàntics, a la regió de la Nova Aquitània. Es tracta d'una important estació termal, tal com el seu nom indica, i també d'una estació d'esquí.

## Demografia
| Evolució de la població |      |      |      |      |      |      |      |      |
| 1793                    | 1800 | 1806 | 1821 | 1831 | 1836 | 1841 | 1846 | 1851 |
| 206                     | 152  | 206  | 259  | 257  | 269  | 470  | 477  | 366  |

| 1856 | 1861 | 1866 | 1872 | 1876 | 1881 | 1886 | 1891 | 1896 |
| ---- | ---- | ---- | ---- | ---- | ---- | ---- | ---- | ---- |
| 404  | 762  | 917  | 836  | 753  | 828  | 874  | 812  | 775  |

| 1901 | 1906 | 1911 | 1921 | 1926 | 1931 | 1936 | 1946 | 1954 |
| ---- | ---- | ---- | ---- | ---- | ---- | ---- | ---- | ---- |
| 768  | 684  | 622  | 485  | 455  | 453  | 462  | 510  | 558  |

| 1962 | 1968 | 1975 | 1982 | 1990 | 1999 | 2006 | 2011 | 2016 |
| ---- | ---- | ---- | ---- | ---- | ---- | ---- | ---- | ---- |
| 392  | 501  | 421  | 526  | 536  | 435  | -    | -    | -    |

| 2019 | - | - | - | - | - | - | - | - |
| ---- | - | - | - | - | - | - | - | - |
| -    | - | - | - | - | - | - | - | - |

## Administració
| Període   | Identitat          | Partit        |
| --------- | ------------------ | ------------- |
| 1995-2001 | Pierre Hervé       |               |
| 2001-2008 | Marcel Lascurettes | Divers droite |
| 2008-     | Louis Carrère-Gée  |               |